# Rometsch

Logo

Karosserie Friedrich Rometsch in Berlin-Halensee war ein deutsches Karosseriebauunternehmen, das Anhänger und Aufbauten auf Kraftfahrzeugfahrgestellen fertigte und reparierte sowie Fahrzeuge umbaute.

## Geschichte
Friedrich Rometsch war, wie sein Mitarbeiter Beeskow, bei Erdmann & Rossi tätig, bevor er 1924 sein Unternehmen gründete. Zunächst profitierte es davon, dass viele Autokäufer bei einem Fahrzeughersteller nur ein motorisiertes Fahrgestell erwarben, das sie von einem Kutschen- oder Wagenbauer (Stellmacher) nach ihren Vorstellungen mit einer Karosserie versehen ließen. Diese Gewohnheit endete in den späten 1930er-Jahren, als es üblich wurde, bei den Automobilwerken komplette Autos mit „Ganzstahlkarosserie“ zu kaufen, die nicht mehr handwerklich mit einem Holzskelett, sondern industriell aus punktgeschweißten Blechschalen hergestellt wurden und wesentlich haltbarer und billiger waren.

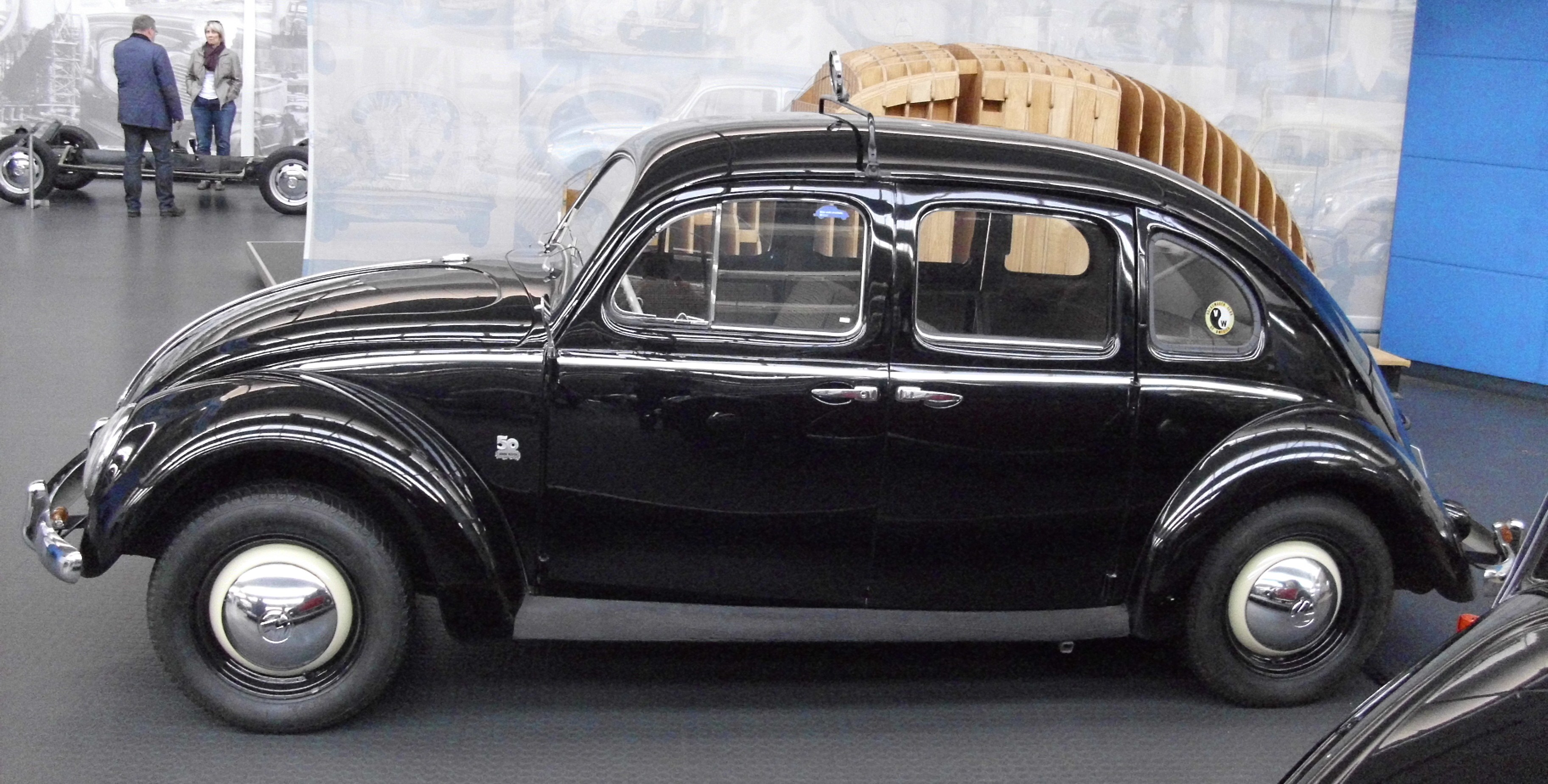
Rometsch-Taxi von 1953

In den frühen 1950er-Jahren baute Rometsch Taxis. Das erste baute der Konstrukteur Johannes Beeskow aus einem schrottreifen VW Käfer; Rometsch ließ es in Serie gehen. Der Radstand wurde um 27 Zentimeter verlängert. Die hinteren Sitze wurden über hinten angeschlagene Türen erreichbar, für die Originaltüren des VW Käfers modifiziert wurden.
Die zweitürigen Modelle Beeskow und Lawrence waren bei Rometsch eigens entwickelte Karosserien, die ebenfalls auf zugekauften VW-Käfern aufgebaut wurden. Sie wurden nach ihren Konstrukteuren benannt, beide als Coupé und Cabrio gefertigt und mehrfach auf dem Genfer Auto-Salon ausgezeichnet. Jährlich wurden etwa 17 dieser Fahrzeuge gebaut.

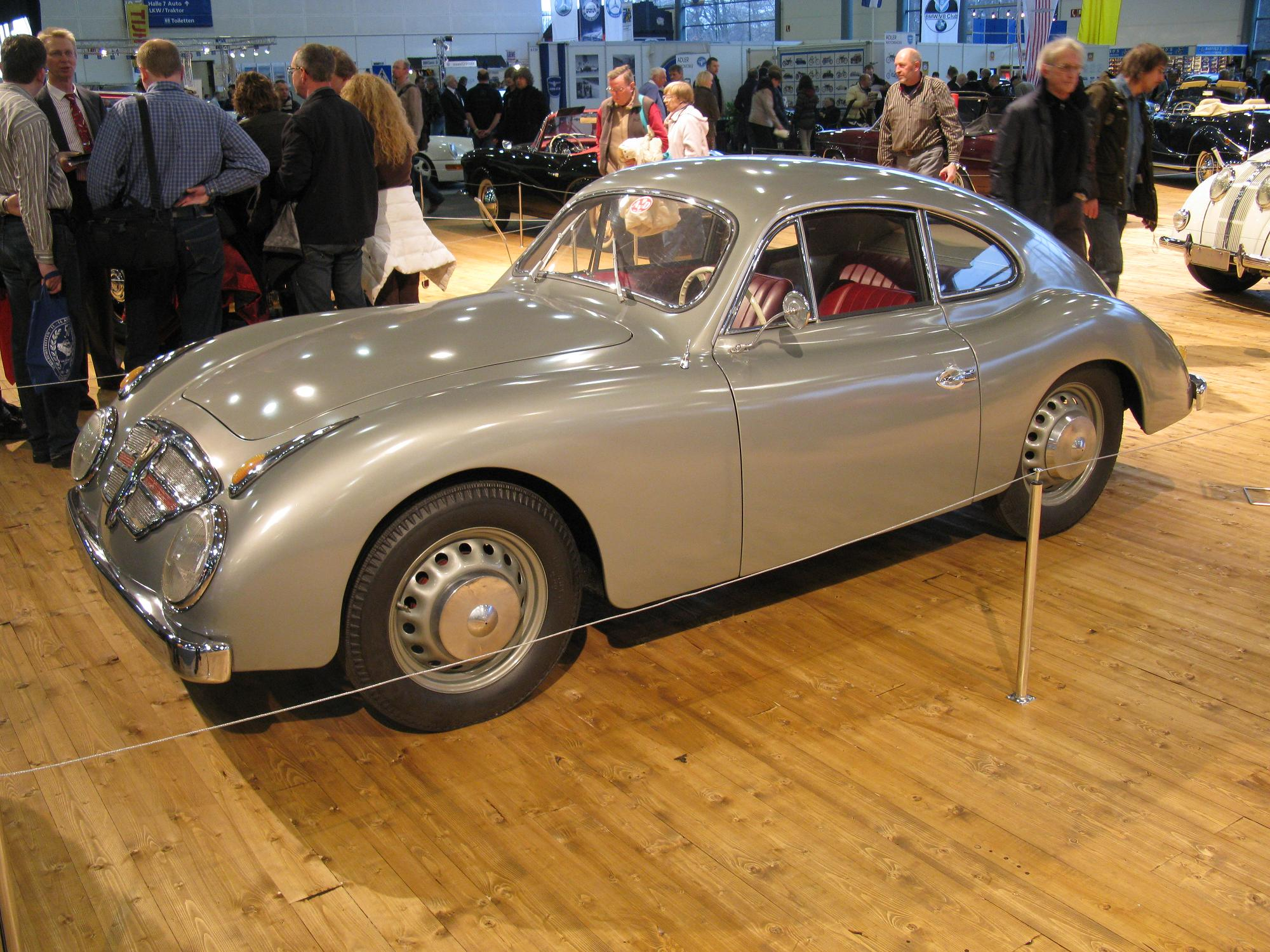
Goliath-Sportcoupé von Rometsch

Carl F. W. Borgward beauftragte Rometsch 1951, auf dem Fahrgestell des Goliath GP 700 einen Sportwagen zu bauen, ähnlich den beiden Prototypen des Karosseriebauers Johannes Rudy aus Delmenhorst. Der Wagen glich dem Porsche 356, wirkte aber durch einen längeren Radstand – 230 cm statt der 210 cm des Porsche – und eine leicht geschwungene Seitenlinie mit hinterer Kotflügelandeutung gestreckter. Bereits auf der IAA vom 6. bis 16. September 1951 in Berlin stellte Rometsch das Coupé aus, das in der Presse unter anderem als „Leckerbissen für die Autofreunde“ gelobt wurde. Das Käuferinteresse an dem Wagen, der ausschließlich über die Goliath-Händler vertrieben wurde und mit 9.700 DM nur 500 DM weniger kostete als der Porsche, war allerdings gering. Doch der verhältnismäßig hohe Preis dürfte nicht der alleinige Grund für die Zurückhaltung gewesen sein. Möglicherweise erschien auch der 36-PS-Zweitaktmotor gegenüber dem Porsche-Viertakter mit 40 PS wenig attraktiv. Nur 25 Fahrzeuge statt geplanter 50 wurden bis 1953 gebaut.
Die Verkaufszahlen der Wagen auf VW-Basis stagnierten später nicht zuletzt durch die Konkurrenz des um 1500 DM billigeren VW Karmann-Ghia Typ 14, der ebenfalls auf dem Fahrgestell des VW-Käfers aufgebaut wurde. Volkswagen-Generaldirektor Heinrich Nordhoff stoppte die Lieferung und untersagte es den Händlern, Fahrgestelle oder auch ganze VW-Käfer an Rometsch zu liefern, worauf Rometsch nur noch über Strohmänner ganze Fahrzeuge kaufen konnte, die hinterher zerlegt werden mussten. Bei Rometsch wurde der Lohn nach Stück umgestellt als festgestellt wurde, dass jedes Modell Lawrence mit Verlust verkauft wurde.
1961 wurde Rometsch durch den Bau der Berliner Mauer von rund der Hälfte seiner 90 Mitarbeiter getrennt. Im selben Jahr wurde der Bau der sportlichen Wagen eingestellt.
Der Automobilhistoriker Werner Oswald nennt bis zu 500 bei Rometsch hergestellte Sonderkarossen Spiegel Online berichtet von bis zu 585. Anderen Angaben nach sollen es alleine 280 Beeskow gewesen sein. Ein ehemaliger Mitarbeiter nennt 117 Beeskow und 85 Lawrence, die Stiftung AutoMuseum Volkswagen „gut 200“ Lawrence und „einige mehr“ Beeskow. Berliner Taxiunternehmer veranlassten Rometsch 38 viertürige Käfer-Taxis zu fertigen. Die wenigen noch erhaltenen Fahrzeuge wurden Sammlerstücke.
Zwischen 1985 und 1989 wurden drei Range Rover für die Regierung der DDR zu Jagdzwecken aufwendig umgebaut.
Das Unternehmen war bis zum Jahr 2000 aktiv und befasste sich unter anderem mit der individuellen Karosseriefertigung für Omnibusse von Reiseunternehmern. In den letzten Jahren bis zur Geschäftsauflösung wurden Unfallfahrzeuge instand gesetzt.

## Rometsch Beeskow (1951–1956)

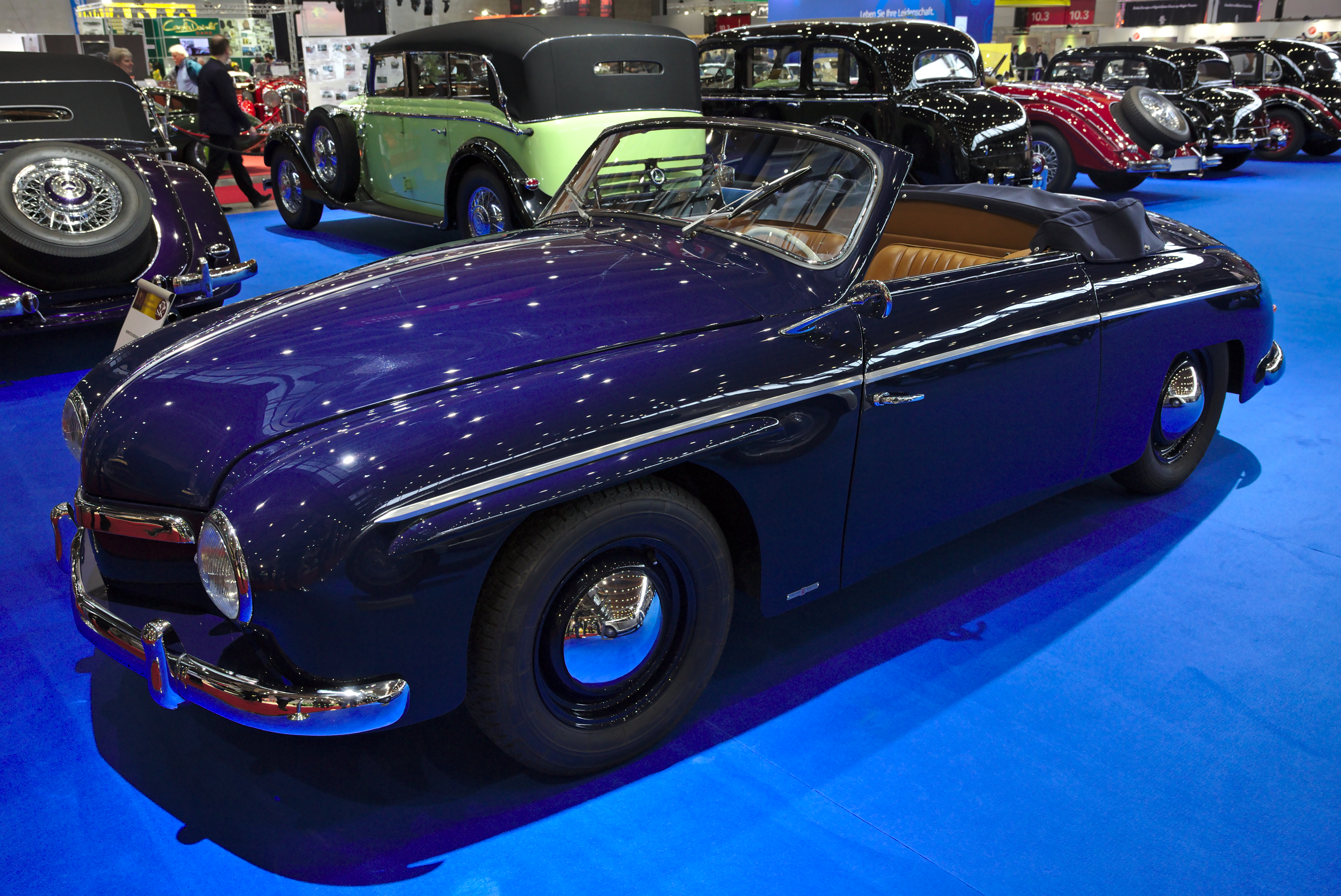
1957 VW Rometsch Beeskow Cabriolet mit handgefertigter Aluminiumkarosserie

Der VW Käfer, auf dessen Technik der Beeskow gebaut wurde, kostete 1959 rund 4.000 DM. Die vorne und hinten in den Linien herabgezogene Pontonkarosserie brachte ihm den Spitznamen „Banane“ ein. Ein dritter Sitz wurde hinter dem Fahrersitz um 90 Grad gedreht eingebaut, der zugehörige Fußraum befand sich hinter dem Beifahrersitz. Wie es heißt, kaufte der Schauspieler Viktor de Kowa den ersten Beeskow vom Genfer Auto-Salon weg. Da der Preis nicht feststand, soll Friedrich Rometsch einen Blick auf den Messestand von Porsche geworfen haben, wo der Porsche 356 für 10.000 DM angeboten wurde, worauf er Viktor de Kowa den Preis von 9.800 DM genannt habe. Auch Gregory Peck und Audrey Hepburn legten sich Beeskows zu. Konstrukteur Johannes Beeskow wurde in den späten 1950er-Jahren Leiter der technischen Entwicklung bei Karmann in Osnabrück. Designelemente des Beeskow fanden sich bei anderen Autos wieder, zum Beispiel die sogenannten „Radpfeifen“ in den Kotflügeln am Mercedes-Benz 300 SL.

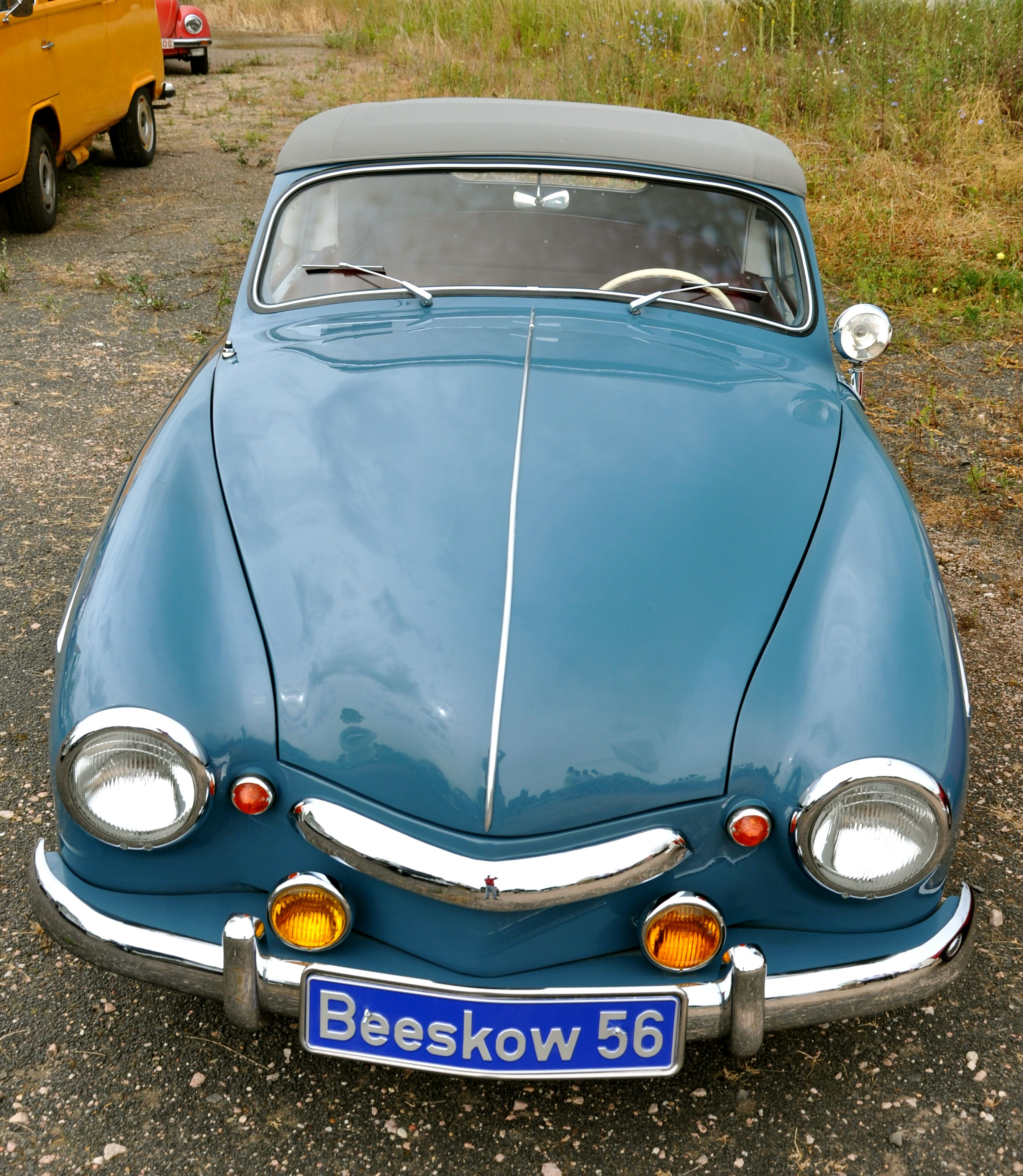
Rometsch Cabrio von 1956 Modell „Beeskow“ Hollywood Car
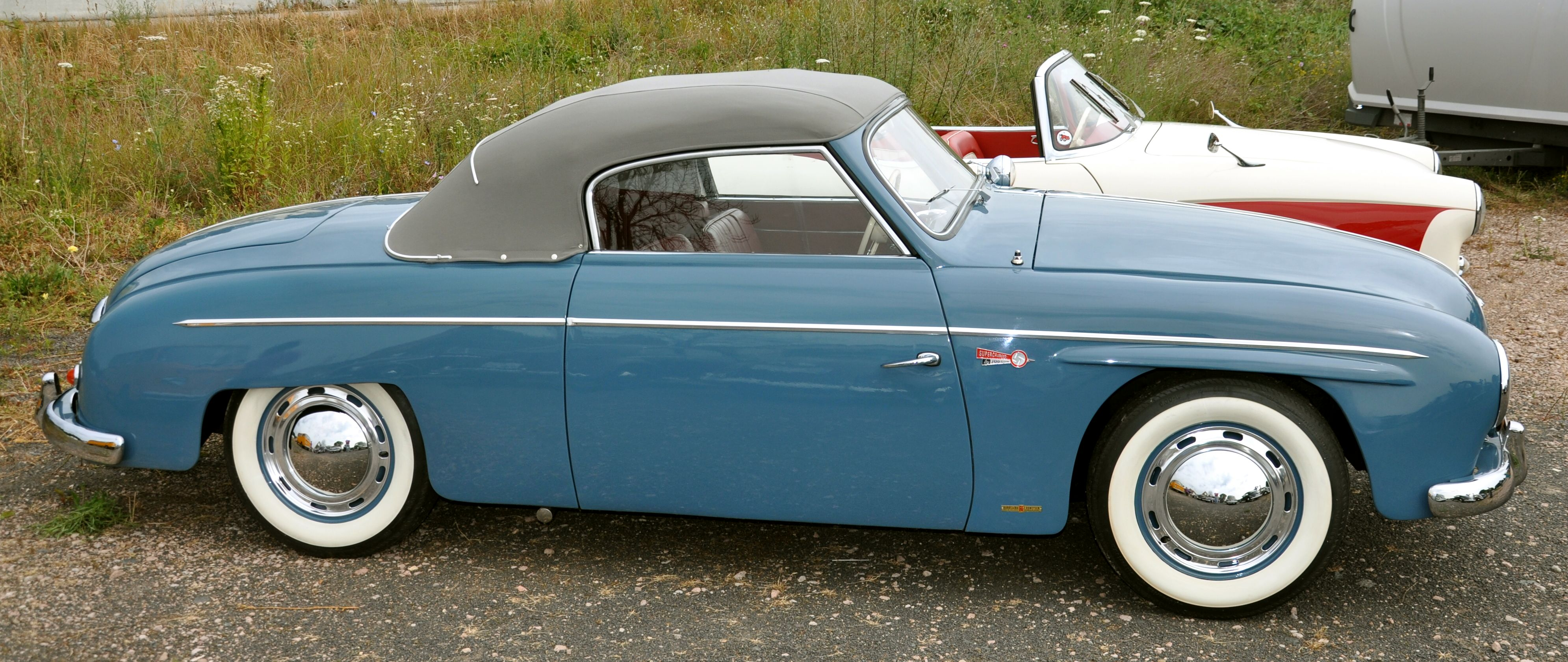
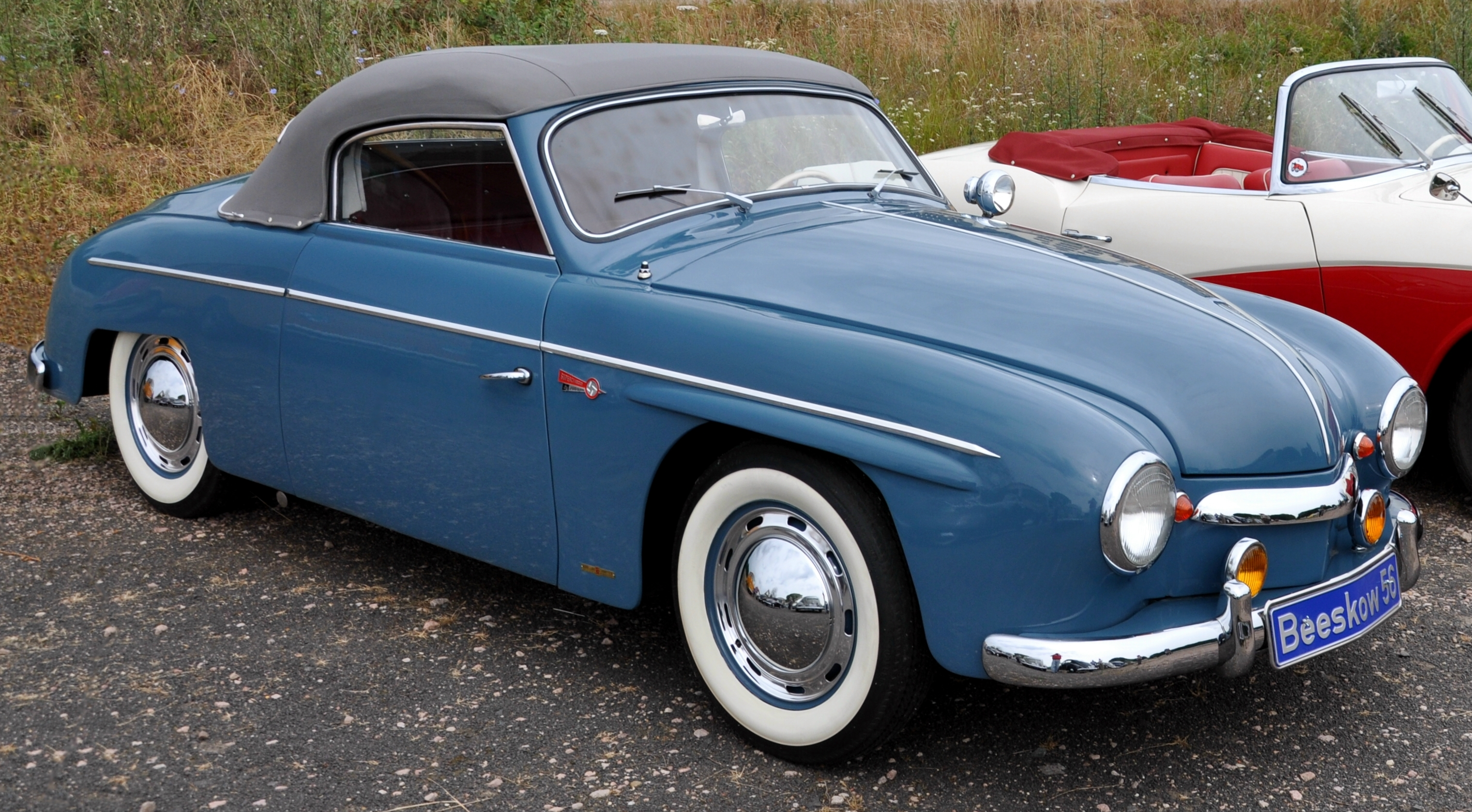

## Rometsch Porsche Spyder

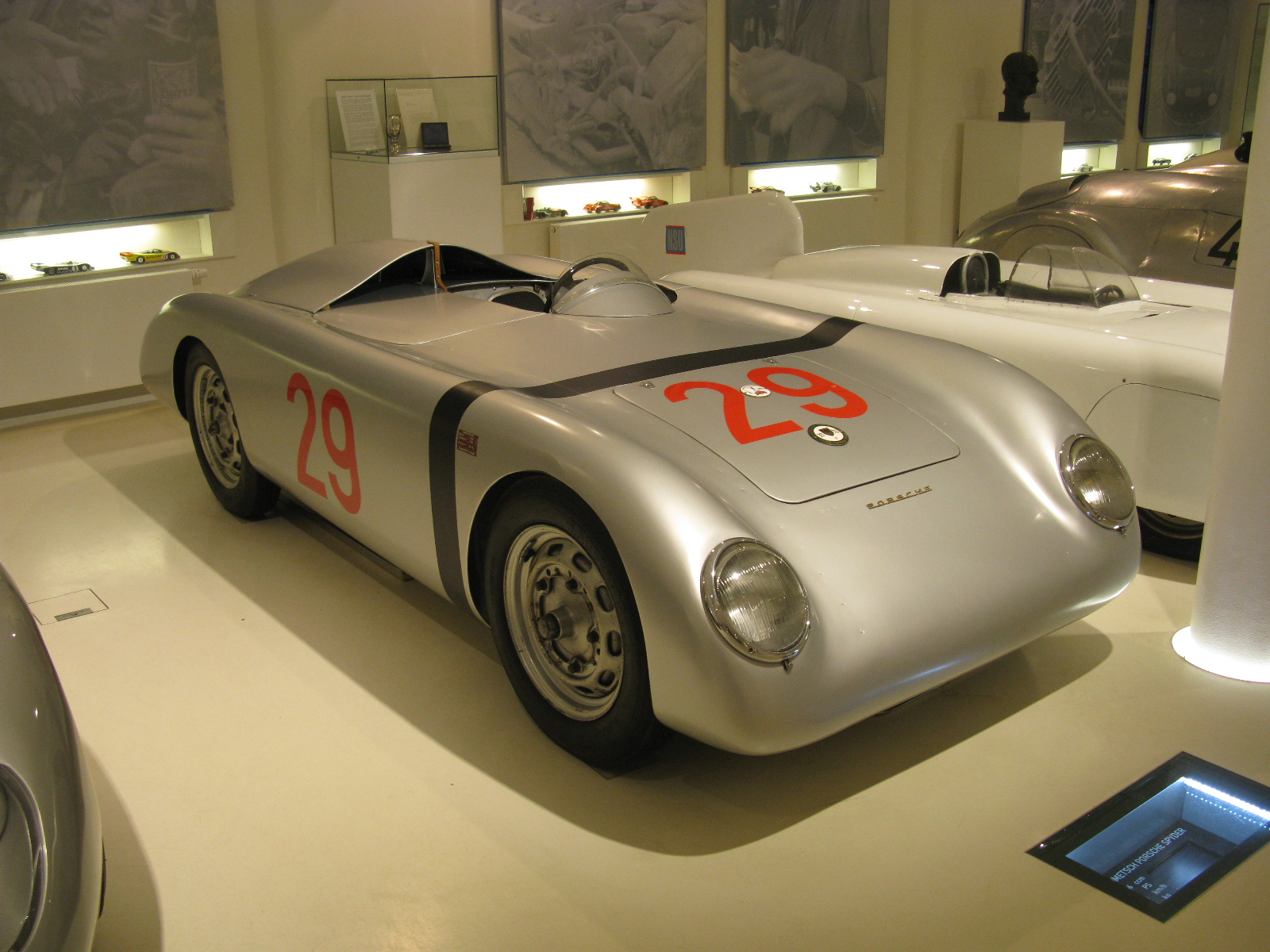
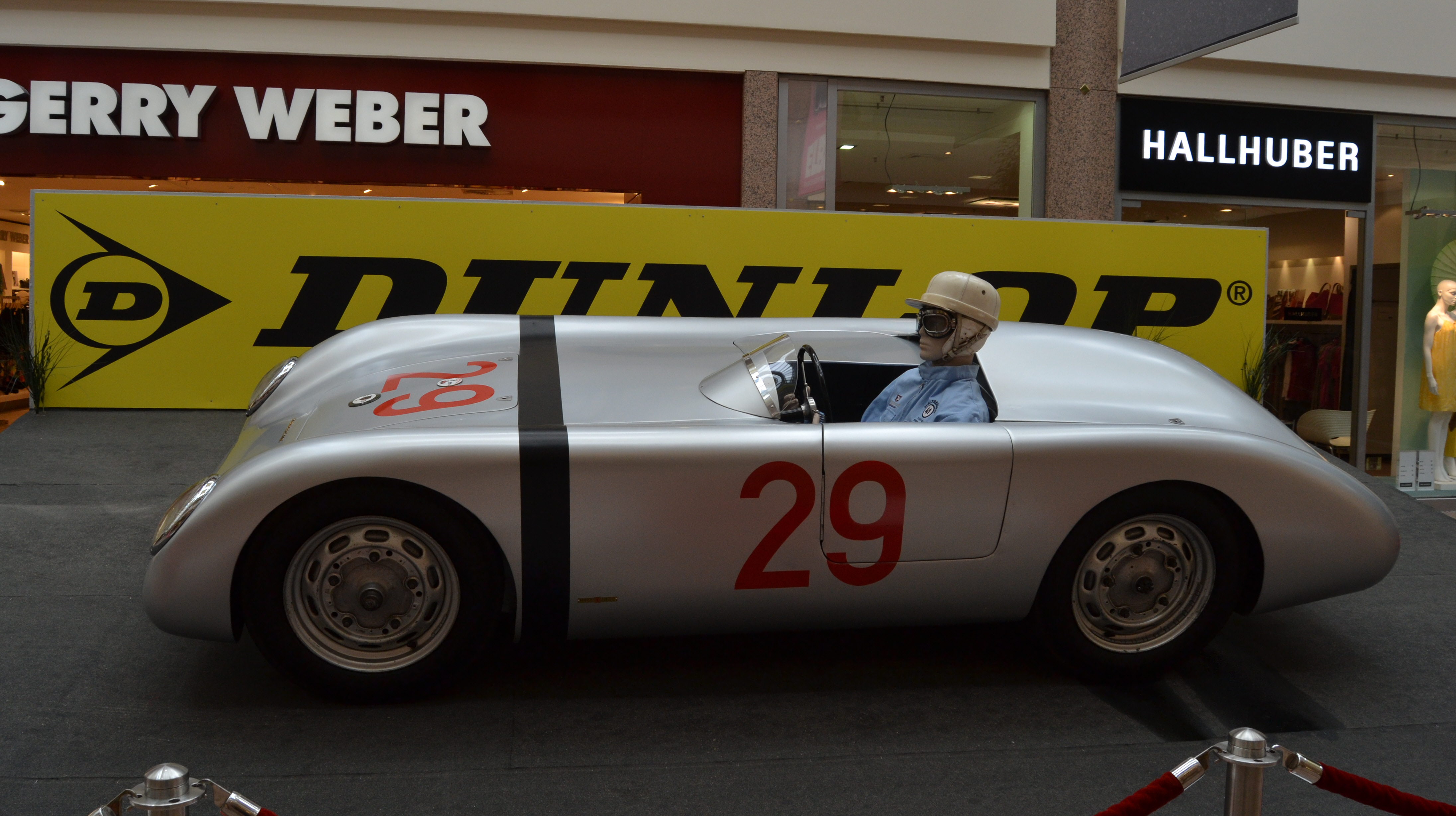
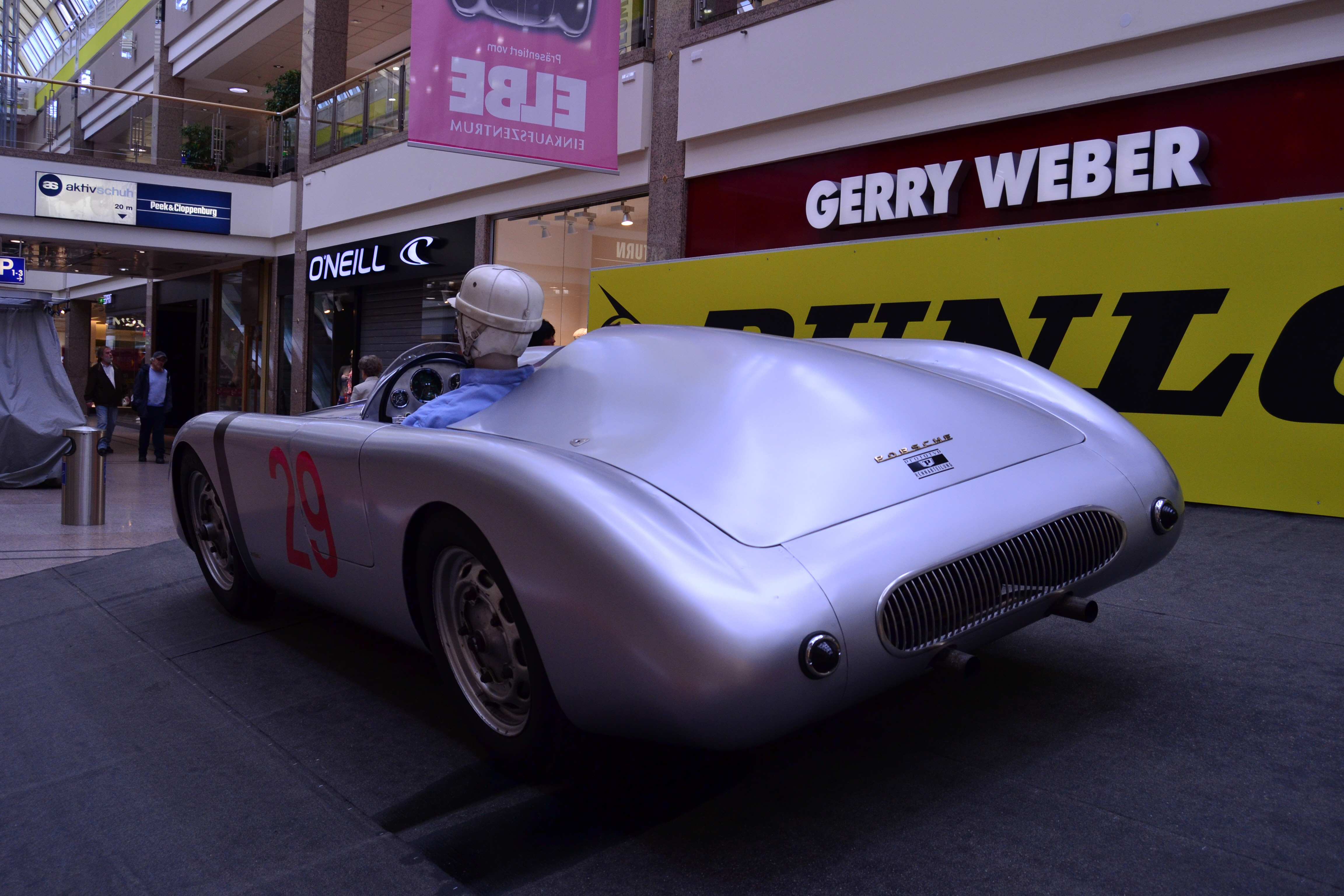
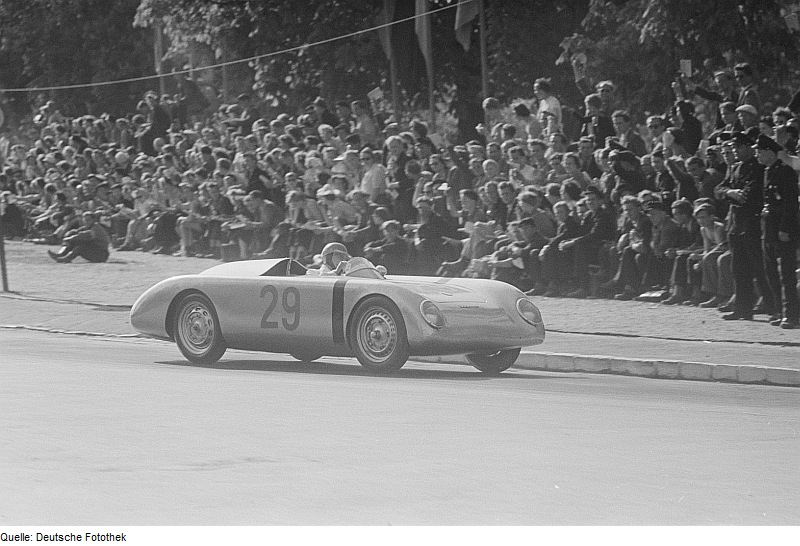

Im Frühjahr 1954 karossierte Rometsch einen Rennsportwagen, den einige Berliner Rennfahrer in Anlehnung an den Porsche 550 Spyder konstruiert hatten. Das Fahrzeug hatte wie der Beeskow und der spätere Lawrence ein VW-Fahrgestell, aber einen 1,1-Liter-Porsche-Motor mit einer Leistung von 68 PS und ein vor dem Motor eingebautes Porsche-Getriebe. Rometsch gab dem etwa 190 bis 200 km/h schnellen Wagen eine flache und elegante Pontonkarosserie aus Leichtmetall. Seinen ersten Einsatz hatte der Roadster 1954 beim Leipziger Stadtparkrennen, gefahren von Helmut Niedermayr.

## Rometsch Lawrence (1957–1961)

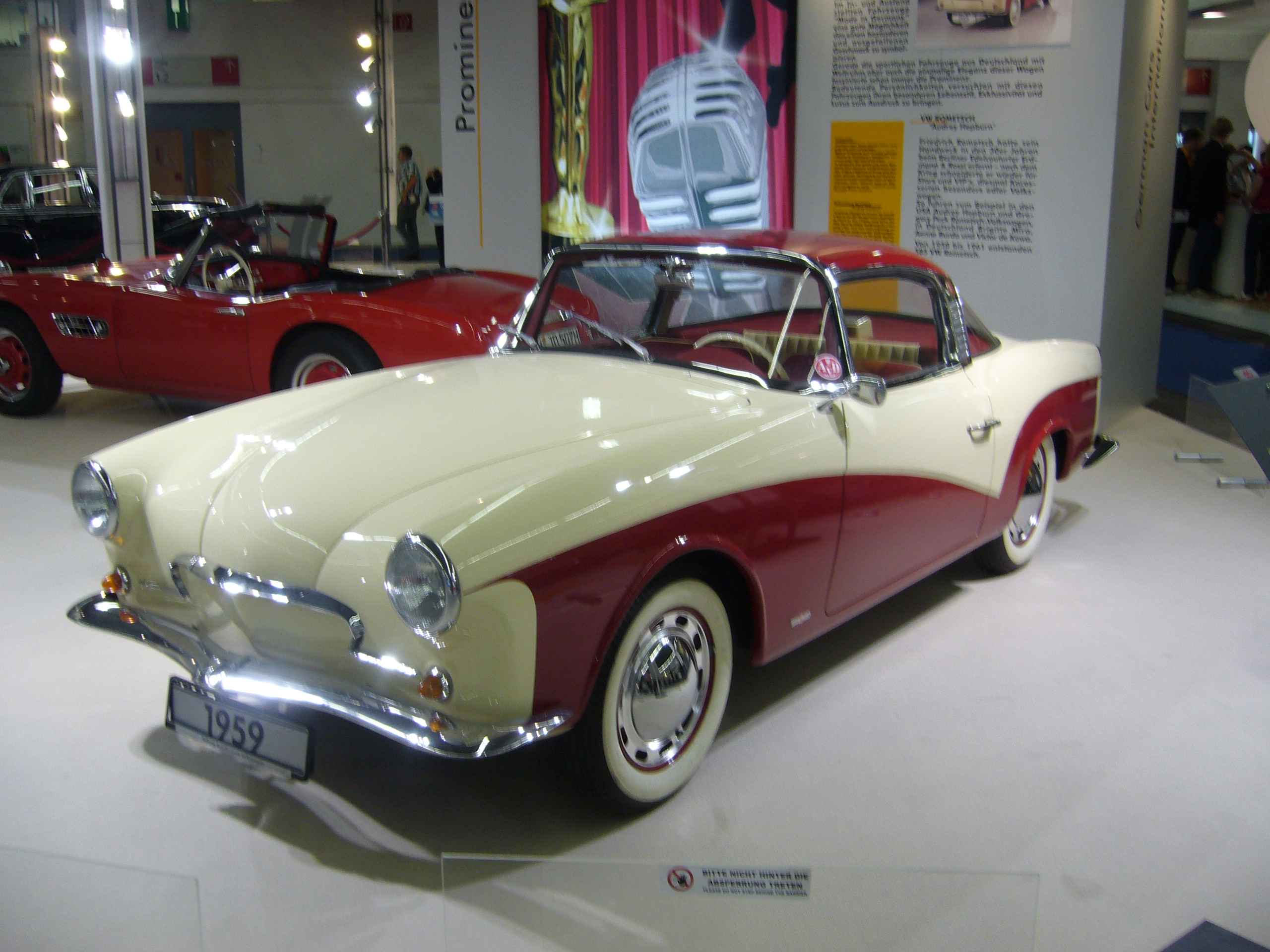
Rometsch Lawrence Coupé

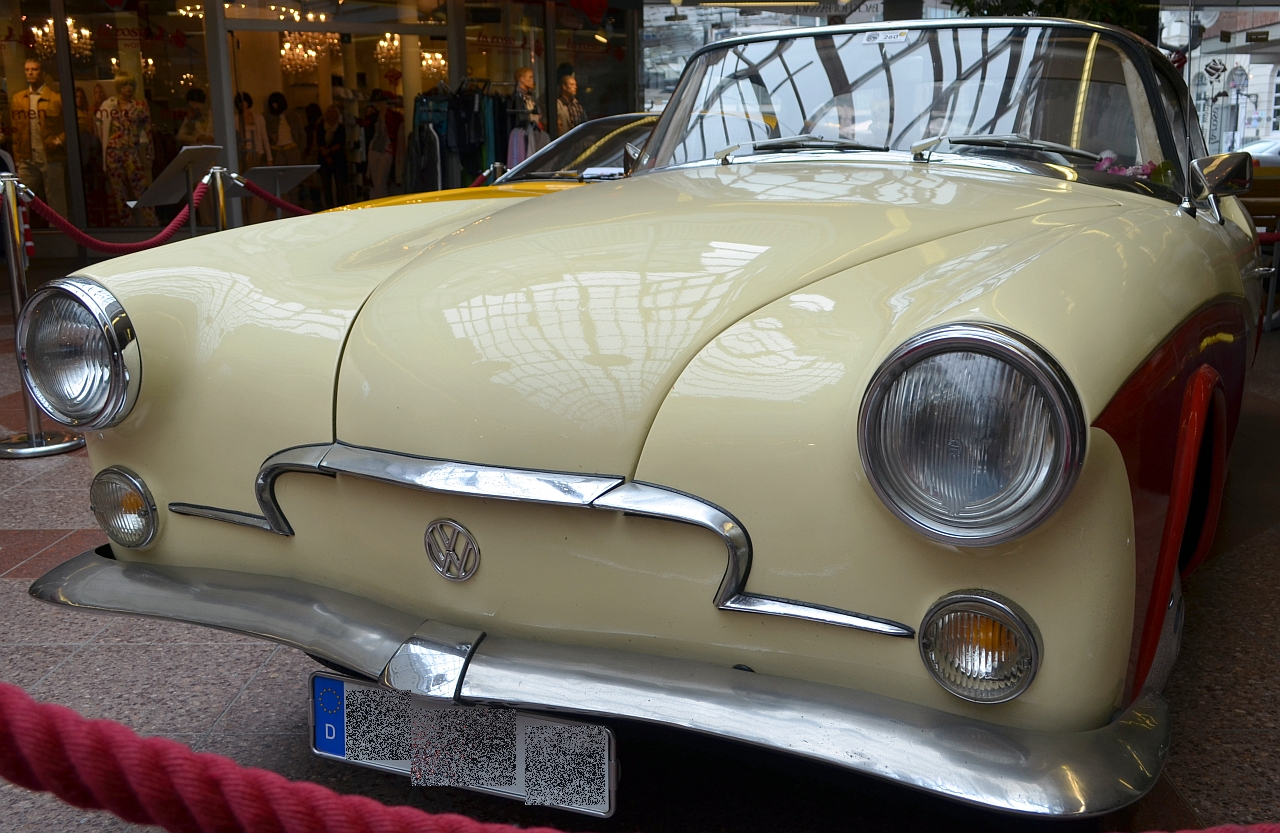
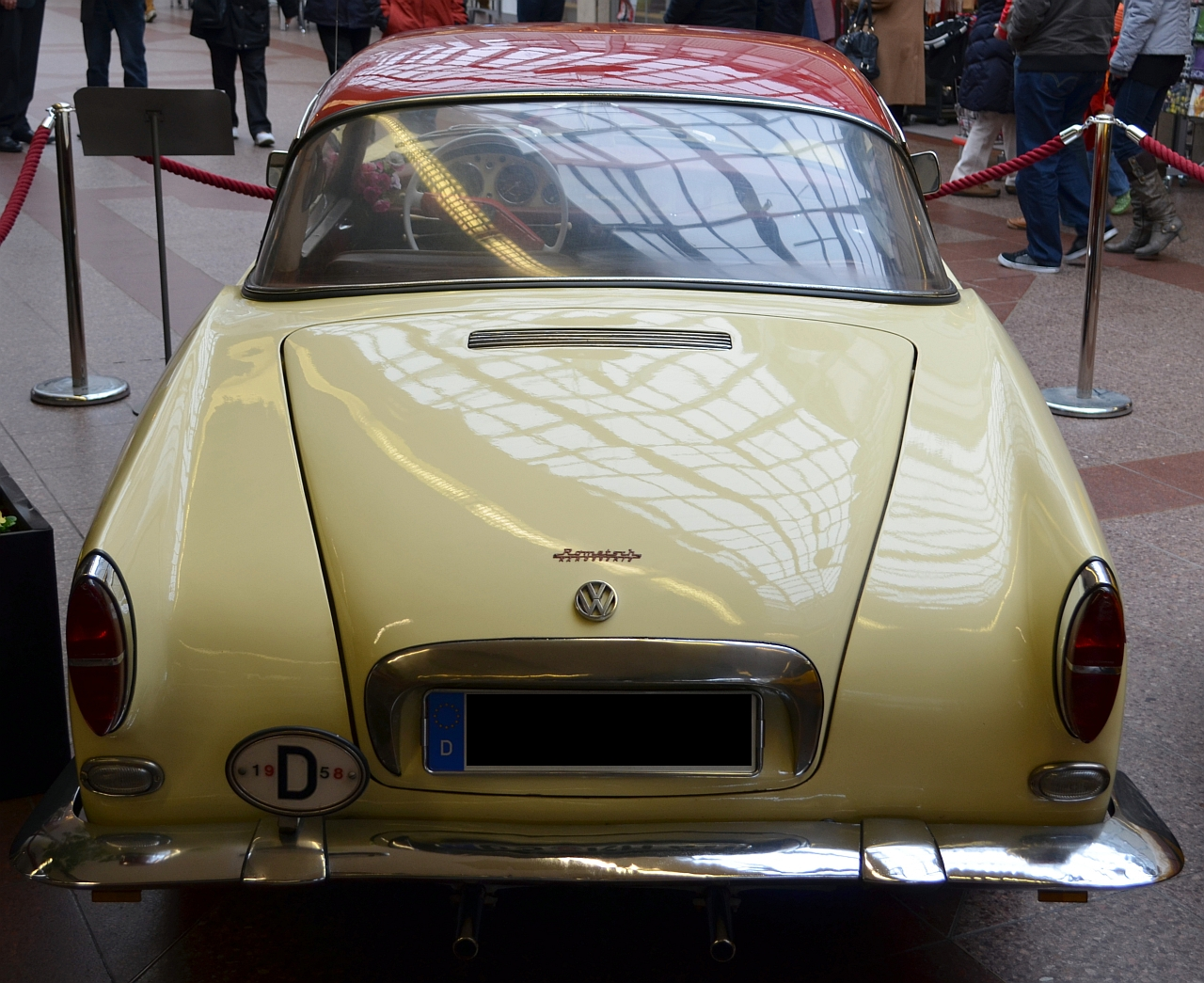
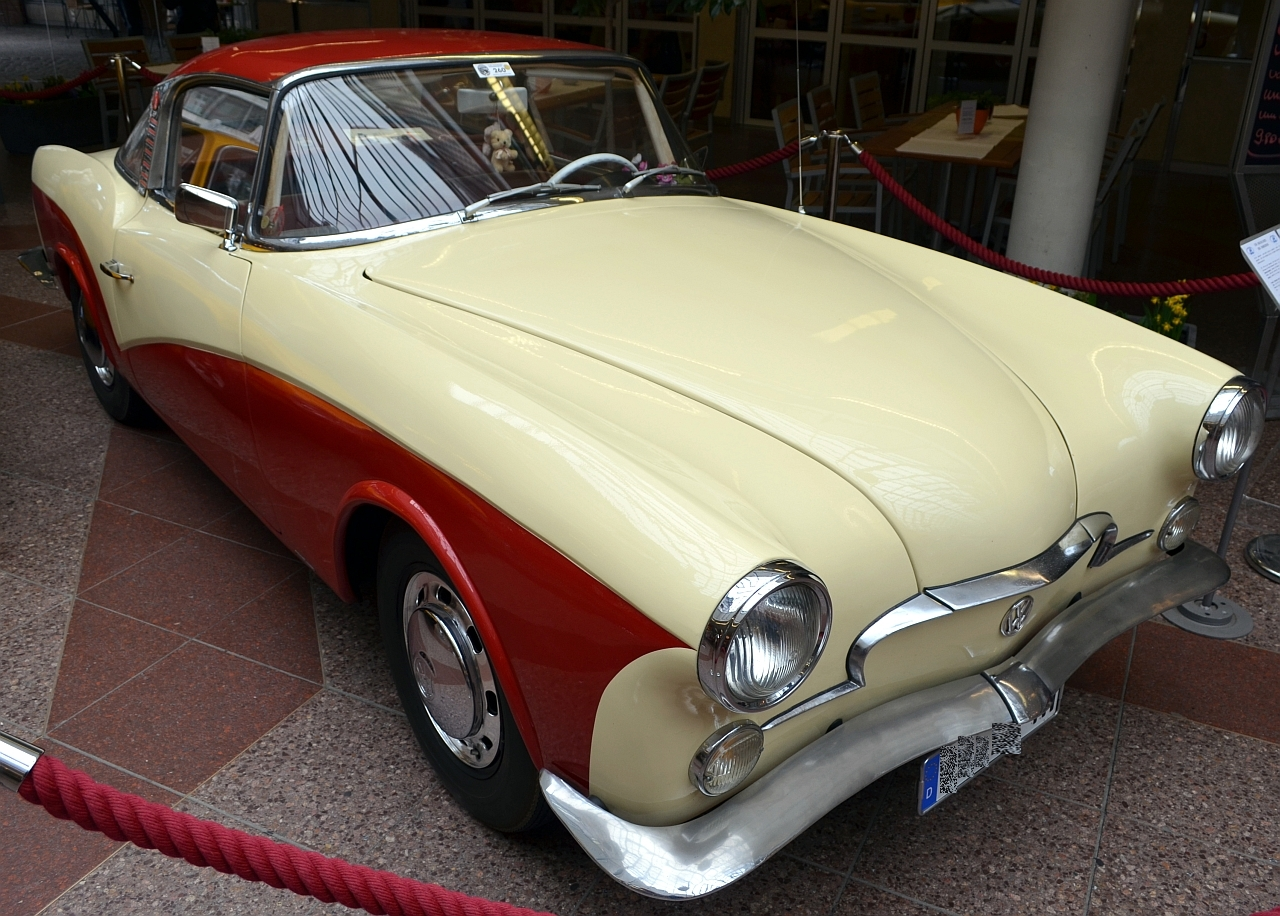
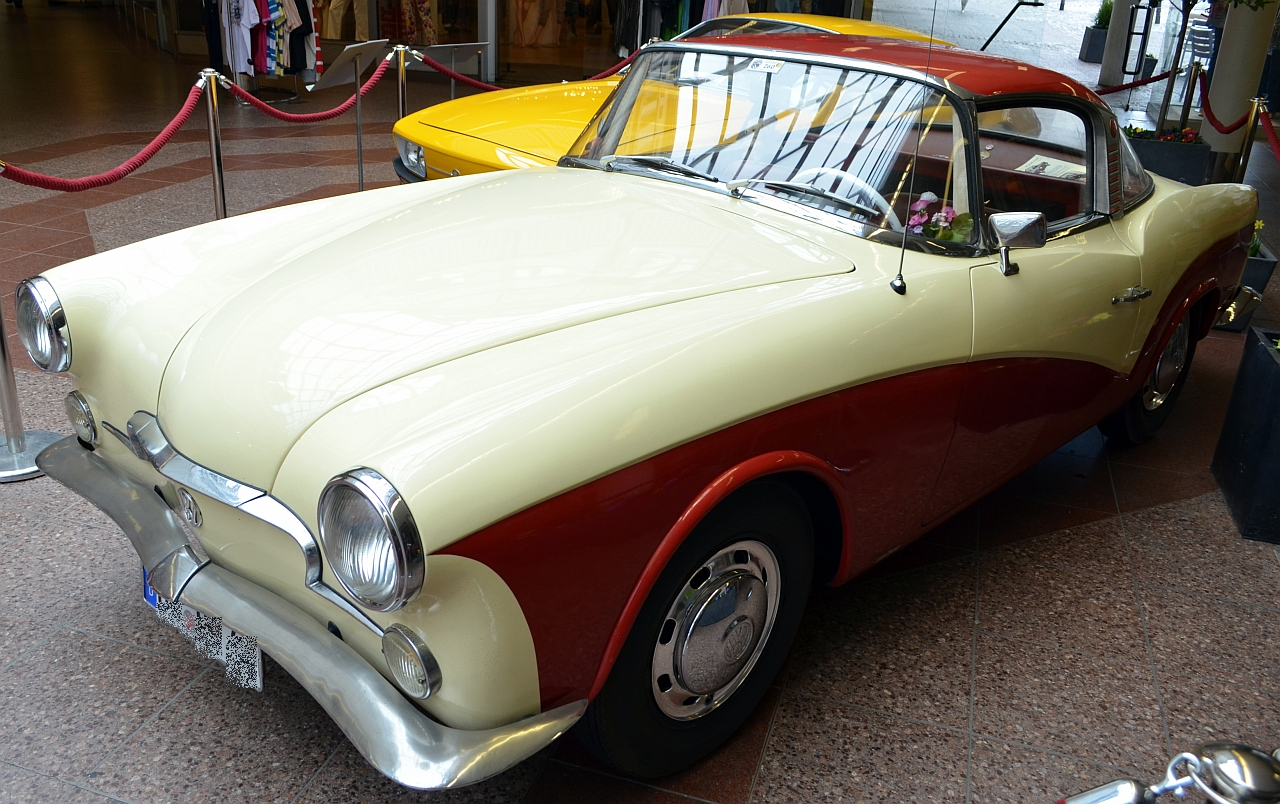
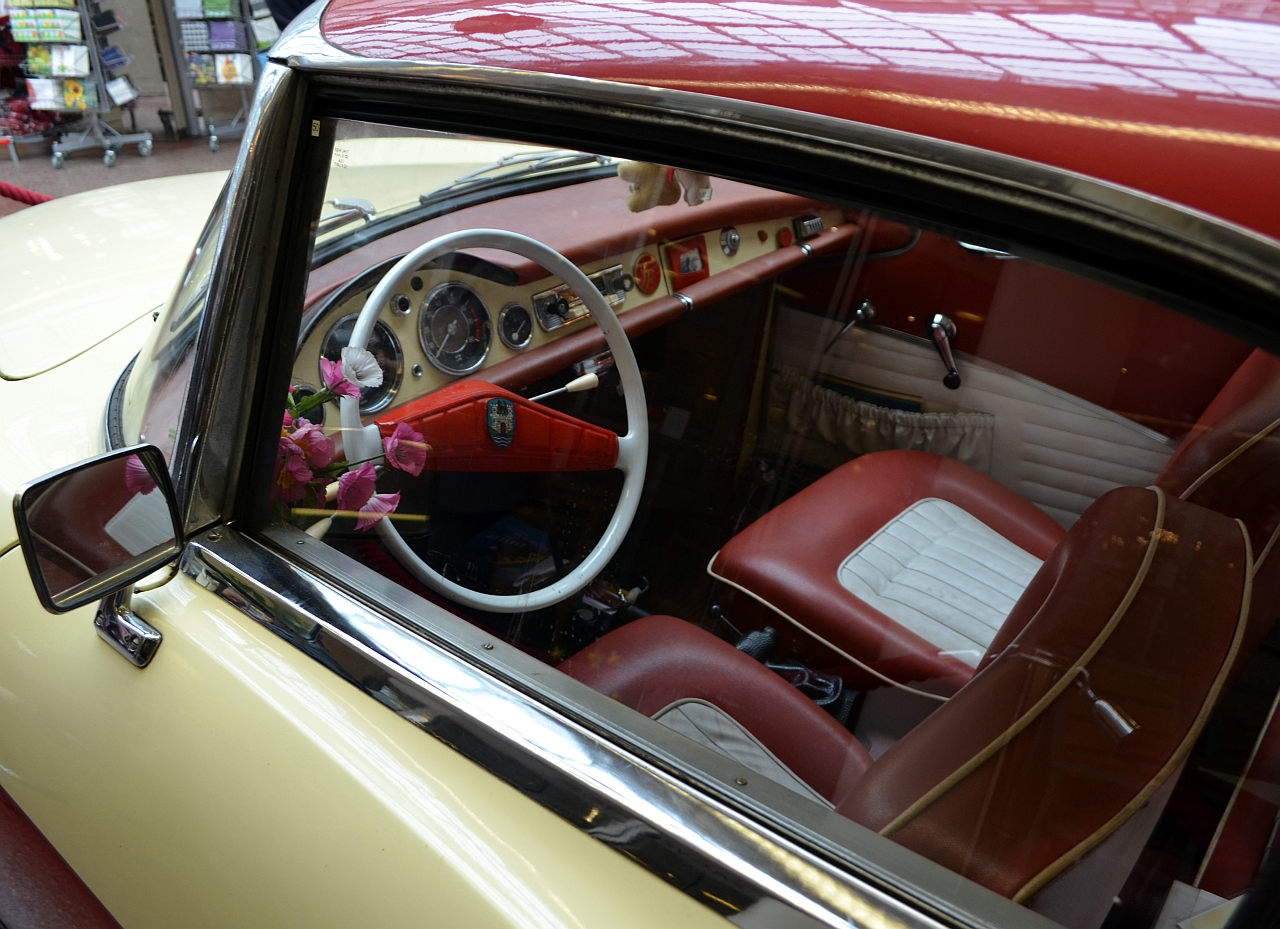
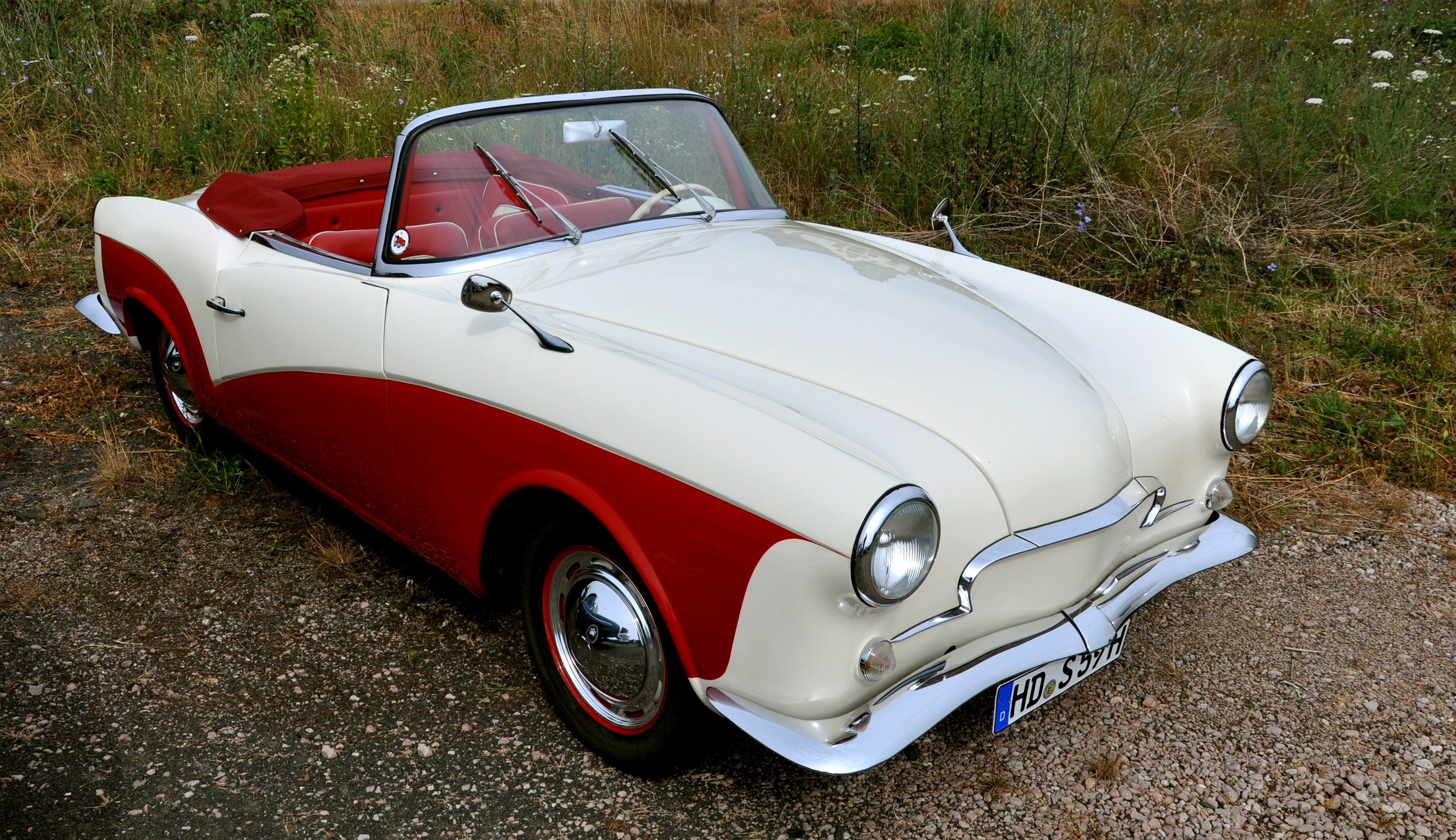

1957 wurde der Rometsch Lawrence vorgestellt, benannt nach dem Möbelgestalter Bert Lawrence, der den Wagen zeichnete. Es war ein umgebauter VW Käfer mit neuer, 15 cm niedrigerer Karosserie und einigen Extras wie z. B. einer harmonischen zweifarbigen Lackierung. Auffällig waren die attraktive äußere Form des Fahrzeugs, das damals ungewöhnliche gepolsterte Armaturenbrett und auf Wunsch ein elegantes Petri-Lenkrad. Die Kombination aus amerikanischen Stilelementen wie Heckflossen und Panoramascheibe sowie italienisch eleganter Linienführung verschaffte dem Wagen die Auszeichnung der Goldenen Rose von Genf 1957. Das Fahrzeug war als Coupé und als Cabrio erhältlich. Die Aluminiumkarosserie wurde in Handarbeit angefertigt und der Innenraum war luxuriös, was sich auf den Fahrzeugpreis auswirkte. Der Bau eines Lawrence erforderte rund 1200 Stunden Arbeit. 1959 kostete ein Neuwagen ca. 8000 DM; der Käfer, auf dem der Lawrence basierte, kostete nur die Hälfte.  1961 wurde die Produktion eingestellt. Ein restaurierter Rometsch Lawrence von 1959 steht im VW-Museum Wolfsburg.

## Rometsch-Museum
Im Oktober 2015 wurde in Hessisch Oldendorf das „Rometsch-Karosserie-Museum“ eröffnet, das sich ganz Friedrich Rometsch und seinem Unternehmen widmet. Neben Fahrzeugen sind dort viele Utensilien, Werkzeuge und Dokumente des Unternehmens sowie Rometschs Büro zu besichtigen.